# Písek (Líšťany)
Písek je malá vesnice, část obce Líšťany v okrese Plzeň-sever v Plzeňském kraji. Nachází se asi 2,5 kilometru jižně od Líšťan. Písek leží v katastrálním území Lipno u Hunčic o výměře 6,18 km².

## Historie
První písemná zmínka o vesnici pochází z roku 1379.

## Obyvatelstvo
| Rok            | 1869 | 1880 | 1890 | 1900 | 1910 | 1921 | 1930 | 1950 | 1961 | 1970 | 1980 | 1991 | 2001 | 2011 | 2021 |
| -------------- | ---- | ---- | ---- | ---- | ---- | ---- | ---- | ---- | ---- | ---- | ---- | ---- | ---- | ---- | ---- |
| Počet obyvatel | 94   | 96   | 95   | 84   | 87   | 100  | 86   | 34   | 43   | 58   | 56   | 42   | 55   | 48   | 59   |
| Počet domů     | 14   | 17   | 18   | 18   | 17   | 16   | 18   | 19   | 19   | 17   | 15   | 22   | 22   | 22   | 25   |

## Obecní správa
Při sčítání lidu v letech 1869–1950 Písek byl osadou obce Lipno v okrese Stříbro. V letech 1961–1976 byl částí obce Hunčice v okrese Plzeň-sever. Od 30. dubna 1976 je částí obce Líšťany v okrese Plzeň-sever.

## Pamětihodnosti
- Zvonice při čp. 6